# Талин
Талин (ест. Tallinn; историјско име:  , рус. Ревель, Колывань, Таллин, Таллинн) главни је град и највеће насеље Естоније. Налази се на северној обали Балтичког мора, у Финском заливу. на око 80 km јужно од Хелсинкија. Град је и управно средиште округа Харју. Као главни град Естоније, Талин је управно, трговачко и индустријско средиште и важна је путничка лука. Један је од најстаријих и највећих градова у североисточној Европи.
Талин се простире се на 158,27 km² и према попису из 2004. године у њему је живело 396.375 становника.

## Географија
Талин се налази на јужној обали.
Највеће језеро је Улемисте (обухвата 9,6 km²). То је главни извор питке воде за град. Језеро Харку је друго по величини језеро на подручју Талина са површином 1,6 km². За разлику од многих других градова, Талин не лежи на великој реци. Једина значајна река у Талину је Пирита у истоименој градској четврти. Долина реке је заштићено подручје због своје природне лепоте.
Највиша тачка је на 64 метра надморске висине у југозападном делу града. Дужина обале је 46 km.

### Клима
Клима у Талину је умерена, карактеришу га умерено топла лета и умерено оштре зиме. Време је често прохладно и влажно због близине Балтичког мора. Просечне температура су од 20,9 °C лети до -8 °C зими.
Има од 160 до 181 кишних дана у години. Снежни покривач траје од средине децембра до краја марта.
| Клима Талина, Естонија (1981–2010)                                                      | Клима Талина, Естонија (1981–2010) | Клима Талина, Естонија (1981–2010) | Клима Талина, Естонија (1981–2010) | Клима Талина, Естонија (1981–2010) | Клима Талина, Естонија (1981–2010) | Клима Талина, Естонија (1981–2010) | Клима Талина, Естонија (1981–2010) | Клима Талина, Естонија (1981–2010) | Клима Талина, Естонија (1981–2010) | Клима Талина, Естонија (1981–2010) | Клима Талина, Естонија (1981–2010) | Клима Талина, Естонија (1981–2010) | Клима Талина, Естонија (1981–2010) |
| Показатељ \ Месец                                                                       | .Јан.                              | .Феб.                              | .Мар.                              | .Апр.                              | .Мај.                              | .Јун.                              | .Јул.                              | .Авг.                              | .Сеп.                              | .Окт.                              | .Нов.                              | .Дец.                              | .Год.                              |
| --------------------------------------------------------------------------------------- | ---------------------------------- | ---------------------------------- | ---------------------------------- | ---------------------------------- | ---------------------------------- | ---------------------------------- | ---------------------------------- | ---------------------------------- | ---------------------------------- | ---------------------------------- | ---------------------------------- | ---------------------------------- | ---------------------------------- |
| Апсолутни максимум, °C (°F)                                                             | 9,2 (48,6)                         | 10,2 (50,4)                        | 15,9 (60,6)                        | 27,2 (81)                          | 29,4 (84,9)                        | 30,7 (87,3)                        | 34,3 (93,7)                        | 34,2 (93,6)                        | 28,0 (82,4)                        | 21,8 (71,2)                        | 12,1 (53,8)                        | 10,7 (51,3)                        | 34,3 (93,7)                        |
| Максимум, °C (°F)                                                                       | −1,0 (30,2)                        | −1,6 (29,1)                        | 2,3 (36,1)                         | 9,2 (48,6)                         | 15,3 (59,5)                        | 18,9 (66)                          | 21,9 (71,4)                        | 20,4 (68,7)                        | 15,2 (59,4)                        | 9,5 (49,1)                         | 3,5 (38,3)                         | 0,4 (32,7)                         | 9,5 (49,1)                         |
| Просек, °C (°F)                                                                         | −3,3 (26,1)                        | −4,3 (24,3)                        | −1,0 (30,2)                        | 4,5 (40,1)                         | 10,1 (50,2)                        | 14,1 (57,4)                        | 17,2 (63)                          | 16,0 (60,8)                        | 11,3 (52,3)                        | 6,5 (43,7)                         | 1,3 (34,3)                         | −1,9 (28,6)                        | 5,9 (42,6)                         |
| Минимум, °C (°F)                                                                        | −5,9 (21,4)                        | −7,1 (19,2)                        | −4,1 (24,6)                        | 0,6 (33,1)                         | 5,2 (41,4)                         | 9,5 (49,1)                         | 12,7 (54,9)                        | 12,0 (53,6)                        | 7,6 (45,7)                         | 3,8 (38,8)                         | −0,9 (30,4)                        | −4,3 (24,3)                        | 2,4 (36,3)                         |
| Апсолутни минимум, °C (°F)                                                              | −31,4 (−24,5)                      | −28,7 (−19,7)                      | −24,5 (−12,1)                      | −12,0 (10,4)                       | −5,0 (23)                          | 0,0 (32)                           | 4,0 (39,2)                         | 2,4 (36,3)                         | −4,1 (24,6)                        | −10,5 (13,1)                       | −18,8 (−1,8)                       | −24,3 (−11,7)                      | −31,4 (−24,5)                      |
| Количина падавина, mm (in)                                                              | 56 (2,2)                           | 36 (1,42)                          | 37 (1,46)                          | 32 (1,26)                          | 36 (1,42)                          | 64 (2,52)                          | 84 (3,31)                          | 86 (3,39)                          | 67 (2,64)                          | 78 (3,07)                          | 70 (2,76)                          | 57 (2,24)                          | 704 (27,72)                        |
| Дани са кишом                                                                           | 10                                 | 8                                  | 9                                  | 12                                 | 11                                 | 13                                 | 13                                 | 14                                 | 17                                 | 18                                 | 16                                 | 12                                 | 153                                |
| Дани са снегом                                                                          | 19                                 | 18                                 | 13                                 | 5                                  | 0,4                                | 0                                  | 0                                  | 0,1                                | 0,1                                | 2                                  | 11                                 | 18                                 | 87                                 |
| Релативна влажност, %                                                                   | 88                                 | 85                                 | 81                                 | 73                                 | 69                                 | 74                                 | 76                                 | 79                                 | 82                                 | 85                                 | 88                                 | 88                                 | 81                                 |
| Сунчани сати — месечни просек                                                           | 25,0                               | 55,7                               | 129,3                              | 202,8                              | 292,9                              | 285,7                              | 307,4                              | 240,7                              | 151,5                              | 87,4                               | 28,6                               | 18,8                               | 1.825,8                            |
| UV индекс                                                                               | 0                                  | 1                                  | 1                                  | 3                                  | 4                                  | 5                                  | 5                                  | 4                                  | 3                                  | 1                                  | 0                                  | 0                                  | 2,3                                |
| Извор: Естонска временска служба, Pogoda.ru.net (кишни и снежни дани) и Временски атлас |                                    |                                    |                                    |                                    |                                    |                                    |                                    |                                    |                                    |                                    |                                    |                                    |                                    |

## Историја
Подручје Талина је насељено естонским племенима још у 2. миленијуму п. н. е. Рана историја Талина почиње од дворца Иру, где је дворац заједно са околним насељима изграђен крајем првог миленијума. Сезонска насеља су служила скандинавским и руским трговцима на локацији данашњег Доњег града на почетку 2. миленијума, али не постоји јасан доказ ни облик, ни писаних извора. Први помен града датира из 1154. године под називом Колурија. Насеље је захваљујући свом добром положају брзо напредовало и брзо постало мета освајања околних моћних држава: Шведске, Данске, Русије, Тевтонаца. У 13. веку ту се учвршћују Данци и уводе насилно хришћанство. Крајем истог века град је припадао трговачком удружењу Ханза, а потом Тевтонцима. 
Немачки крсташи врше инвазију над јужном Летонијом и јужном и централном Естонијом, а краљ Данске је напао северну Естонију. 
Од 1227. до 1238. немачки трговци су преузели град Талин на управљање од Данаца. 15. маја 1248, краљ Данске Ерик Адрарах је дао правни простор немачким трговачким градовима да обављају важну улогу у трговини, посебно са Русима.
Русија, Шведска, Пољска и Данска су се бориле за превласт у северном делу Балтичког мора у рату од 1558. до 1583.
Године 1561. Талин запоседају Швеђани и уводе протестантизам. Руске трупе су покушале да освоје Талин два пута: 1570-1571. и 1577, али су биле приморане да се повуку без освајања града. Шведска владавина трајала је до 1710. године када нови господари постају Руси. Северни рат је опустошио балтички простор од 1700. до 1721. године. Главни противници су Шведска и Русија, које су се бориле за превласт на овој територији. 1710. године Талин је капитулирао без борбе против руских трупа. Град је претрпео велике несташице свега, већина гарнизона и многи људи у граду су умрли од куге. Ако је 1708. године било 10.000 становника у Талину, преживело их је око 2000. Естонија и Талин су задржали одређена права аутономије. Међутим, крајем 19. века и поред брзе индустријализације и општем напретка започеле су и године јаке русификације града и његовог становништва. 1918. г. Естонија се осамостаљује и Талин постаје њен главни град. Али, већ 1940. године град потпада под власт Совјетског Савеза и то стање (са изузетком година Другог светског рата) остаје до 1991. године и његовог распада.
У току Другог светског рата 28. августа 1941 немачке трупе су окупирале Талин и ставиле га под управу немачког комесара у тој области. Црвена армија је ослободила Талин 23. септембра 1944. Тада Талин постаје престоница Естонске ССР која је била у саставу Совјетског Савеза.
Године 1980.. Талин је био важан као место одржавања спортова на води током Олимпијских игара у Москви 1980. године. Тада Совјетским Савезом су саграђени многи објекти од националног значаја. Поновним осамостаљивањем Естоније град постаје поново њена престоница. Први локални избори после совјетске власти повратили су независност Естоније 1991. године, а одржани су 17. октобра 1993. године.
Нека предузећа из совјетских времена су постале приватне компаније после независности Естоније.

## Становништво
| 1925.   | 1959.   | 1989.   | 2000.   | 2005.   | 2015.   | 2023.   |
| ------- | ------- | ------- | ------- | ------- | ------- | ------- |
| 119.800 | 283.071 | 478.974 | 400.378 | 401.694 | 435.972 | 453.864 |

По последњој процени из маја 2015. године. Талин има 435.927 становника. Велика тешкоћа у вези становништвом Талина је положај неестонског (највише руског) становништва, које нема пуна грађанска права и под сталном је присилом „естонификације“. Због тога чак 27,8% месног становништва нису грађани Европске уније.
| Националност | Постотак (%) | Број    |
| ------------ | ------------ | ------- |
| Естонци      | 53,34        | 233,518 |
| Руси         | 34,23        | 149,878 |
| Украјинци    | 3,53         | 15,449  |
| Белоруси     | 1,40         | 6,153   |
| Финци        | 0,78         | 3,431   |
| Јевреји      | 0,34         | 1,405   |
| Летонци      | 0,32         | 1,343   |
| Немци        | 0,28         | 1,219   |
| Литванци     | 0,25         | 1,092   |
| Јермени      | 0,24         | 1,043   |
| Татари       | 0,24         | 1,033   |
| Азери        | 0,23         | 1,029   |
| Пољаци       | 0,21         | 940     |
| остали       | 3,64         | 15,960  |
| непознато    | 0,99         | 4,318   |

| Националност | Постотак |
| ------------ | -------- |
| Естонци      | 54,9%    |
| Руси         | 36,5%    |
| Украјинци    | 3,6%     |
| Белоруси     | 1,9%     |
| Финци        | 0,9%     |
| остали       | 3,1%     |

Сличан удео становништва је и према матерњем језику. Најчешће у употреби су естонски и руски језик.
Естонски језик припада угро-финској групи народа.

## Привреда
Модерни Талин је углавном комерцијални и индустријски центар као и рибарска лука. Совјети су га начинили индустријским лучким градом. Главне гране индустрије су бродоградња и прерада хране. Развијена је производња електричних мотора, електричне и радио опреме, папира, текстила, производа од коже, намештаја и обуће. Услужни сектор је веома важан део градске економије. Многи становници раде у услужној области, која обухвата канцеларије, компјутере и финансијске послове. Бројни историјски споменици чине туризам једном од све јачих грана економије.

## Градске знаменитости
Талин има добро очуван стари град окружен делом сачуваним бедемима. Он је данас на списку културне баштине УНЕСКОа. Стари град се састоји из три дела:
- Брдо сабора (Toompea)'је одувек било утврђење и седиште власти. Данас је ту место врховних власти Естоније и многих иностраних посланстава;
- Старо језгро', тј. подграђе где се одвијао градски живот. Некад је то био искључиво немачки и шведски део града. Данас је ово најпознатија туристичко-пешачка целина у граду; Овде се налази Градска кућа у Талину.
- 'Естонски полумесец је спољни део подграђа, где се насељавало естонско становништво, а данас је то спољни део градско средишта.

#### Катедрала Девице Свете Марије
Катедрала Девице Свете Марије је средњовековна црква која се налази у центру Томпеје и то је главна Лутеранска црква у Естонији.
Основана је негде пре 1233 год. и црква приказује мешавину архитектонских стилова. 
Историјски, то је црква елитних немачких племића Естоније. Унутрашњост је испуњена раскошним погребним грбом из 17. до 20. века, као и гробних камења од 13. до 18. века. Ту је сахрањен Понтус де ла Гардие, који је командовао шведским снагама током Великог северног рата, Адам Јохан фон Крусенстерн, балтичко-немачки адмирал који је водио прву руску експедицију широм света, и адмирал Семјуел Греиг од Фифе.
Кристијан Акерман, направио је проповедаоницу 1686 год.и олтар 1694-1696 год.
Унутар главног улаза се налази велика камена плоча, која се зове, „Ото Јохан Туве“, а од 1696 год. се назива „Талин Дон Жуана“, по чувеном великом женскарошу. Он је тражио да буде сахрањен на прагу цркве, јер људи клекну да се моле по уласку, па је мислио да ће на тај начин спасити своју душу од грешака које је правио.

#### Палата ликовне уметности
Палата ликовне уметности је величанствена барокна палата, коју је изградио Петар Велики за своју жену Катарину 1718. године. Пројектовао ју је италијански архитекта Никола Михети. У палати се налази двоспратна главна сала са богато осликаним плафоном.

#### Замак Томпеја
Замак Томпеја је изграђен крајем 13. и почетком 14. века. Он је прерађен безброј пута кроз векове, али је и даље задржавао свој основни облик. Барокни дворац датира из времена Катарине Велике.
Посетиоци могу видети кулу која је национални симбол. 
Сваки дан у зору естонска застава је подигнута изнад торња док се изводи химна.

#### Лука Талин
У држави постоје неколико значајних поморских лука. У њих се може убројити и главни град Талин, као једна од већих естонских лука на Балтичком мору.

## Партнерски градови
- Рига
- Анаполис
- Бјалисток
- Дартфорд
- Гент
- Гронинген
- Кил
- Котка
- Лос Гатос
- Москва
- Стокхолм
- Венеција
- Вилњус
- Ломжа
- Шверин
- Санкт Петербург
- Кијев
- Skellefteå Municipality
- Каркасон

## Галерија
- Тврђава Тоомпеа
- Старе и нове грађевине
- Лука Талин
- Градски зидови
- Олафова црква
- Градска већница